# Manuel Porzner
Manuel Porzner (* 25. Februar 1996 in Ansbach) ist ein ehemaliger deutscher Radsportler.

## Sportliche Laufbahn
Im Jahr 2013 wurde Manuel Porzner bei den UCI-Bahn-Weltmeisterschaften der Junioren Juniorenweltmeister im Scratch. Im selben Jahr gewann er zudem eine Etappe der Niedersachsen-Rundfahrt und wurde bayerischer Landesmeister im Scratch, im Omnium, im Punktefahren und im 1000-Meter-Zeitfahren.
Im folgenden Jahr gewann Manuel Porzner eine Halbetappe der Internationalen Cottbusser Junioren-Etappenfahrt und wurde Deutscher Juniorenmeister im Omnium. Bei den UCI-Bahn-Weltmeisterschaften der Junioren im selben Jahr wurde er zusammen mit Marc Jurczyk Vize-Juniorenweltmeister im Madison.
Im Jahr 2015 wechselte Manuel Porzner in die Altersklasse U23 und schloss sich dem Team Stölting an. Er gewann zwei Etappen der Tour de Hongrie. Ein Jahr später wechselte er zum Team Vorarlberg, anschließend zum Team Heizomat. 2017 belegte er im Straßenrennen der U23 bei den deutschen Straßenmeisterschaften in Chemnitz Rang drei. im Juli desselben Jahres gewann er die „Internationale Oder-Rundfahrt“.

## Erfolge

### Straße
2013
- eine Etappe Niedersachsen-Rundfahrt

2014
- eine Etappe Internationale Cottbuser Junioren-Etappenfahrt

2015
- zwei Etappen Tour de Hongrie

2017
- Deutsche Meisterschaft – Zeitfahren (U23)

### Bahn
2013
- Junioren-Weltmeister – Scratch

2014
- Deutscher Meister – Omnium
- Vize-Junioren-Weltmeister – Madison (mit Marc Jurczyk)

2015
- UIV-Cup Berlin (mit Arne Egner)